# Sikkasztás
A büntetőjogban, illetve a szabálysértési jogban a sikkasztás egy vagyon elleni bűncselekmény, illetőleg szabálysértés.

## A hatályos szabályozás
A hatályos Büntető törvénykönyv (2012. évi C. törvény) 372. §-a rendelkezik a sikkasztásról.
Aki a rábízott idegen dolgot jogtalanul eltulajdonítja, vagy azzal sajátjaként rendelkezik, sikkasztást követ el. Sikkasztás csak nevesített tulajdonos esetén merülhet fel és csak szándékosan követhető el.
A büntetés vétség miatt 2 évig terjedő szabadságvesztés, ha
- a) a sikkasztást kisebb értékre követik el vagy
- b) a szabálysértési értékre elkövetett sikkasztást
  - ba) bűnszövetségben,
  - bb) közveszély színhelyén,
  - bc) üzletszerűen követik el.[4]

A büntetés bűntett miatt 3 évig terjedő szabadságvesztés, ha
- a) a sikkasztást nagyobb értékre követik el,
- b) a kisebb értékre elkövetett sikkasztást a (2) bekezdés ba)-bc) pontjában meghatározott valamely módon, vagy
- c) a sikkasztást védett kulturális javak körébe tartozó tárgyra, régészeti leletre vagy külföldi védelemben részesített ingó kulturális örökségi elemre követik el.[5]

A büntetés egy évtől öt évig terjedő szabadságvesztés, ha
- a) a sikkasztást jelentős értékre követik el,
- b) a nagyobb értékre elkövetett sikkasztást a (2) bekezdés ba)-bc) pontjában meg határozott valamely módon, vagy
- c) a sikkasztást a bűncselekmény felismerésére vagy elhárítására idős koránál vagy fogyatékosságánál fogva korlátozottan képes személy sérelmére követik el. [6]

A büntetés 2 évtől 8 évig terjedő szabadságvesztés, ha
- a) a sikkasztást különösen nagy értékre  követik el vagy
- b) a jelentős értékre elkövetett sikkasztást a (2) bekezdés ba)-bc) pontjában meghatározott valamely módon követik el.[7]

A büntetés 5 évtől 10 évig terjedő szabadságvesztés, ha
- a) a sikkasztást különösen jelentős értékre  követik el vagy
- b) a különösen nagy értékre elkövetett sikkasztást a (2) bekezdés ba)-bc) pontjában meghatározott valamely módon követik el.[8]

## A korábbi szabályozás
A korábban  hatályos magyar Büntető Törvénykönyv (1978. évi IV. törvény) szerint a sikkasztást az követi el, aki a rábízott idegen dolgot jogtalanul eltulajdonítja, vagy azzal sajátjaként rendelkezik.

## Elhatárolási kérdések
A szabálysértési alakzat elhatárolása a bűncselekménytől egyrészről a dolog értéke szerint történik – a sikkasztást legalább kisebb értékre kell elkövetni ahhoz, hogy bűncselekményt valósítson meg –, illetve másrészről aszerint, hogy a sikkasztás valamelyik minősített esetét követik-e el, mert utóbbi esetben az elkövetett sikkasztás a dolog értékétől függetlenül bűncselekményt valósít meg.
Az idegen vagyon kezelésével megbízott személy azzal, hogy a sikkasztás, hűtlen kezelés vagy a szándékos rongálás által okozott hiányt (kárt, vagyoni hátrányt) a sértett megtévesztésével utóbb eltünteti vagy csökkenti, a sikkasztás, hűtlen kezelés vagy szándékos rongálás mellett a csalást nem követi el. 

## Az értékhatárok 2022-ben vagyon elleni bűncselekményeknél
- Szabálysértési értékhatár:	 0,- Ft – 50.000,- Ft-ig
- Kisebb érték:	50.001,- Ft. – 500.000,- Ft.
- Nagyobb érték	500.001,- Ft. – 5.000.000,- Ft.
- Jelentős érték:	5.000.001,- Ft. – 50.000.000,- Ft.
- Különösen nagy érték:	50.000.001,- Ft. – 500.000.000,- Ft.
- Különösen jelentős érték:	500.000.000,- Ft-tól

## Politikai megítélése
Amikor a sikkasztás ismétlődik, az esetben korrupcióról beszélünk, rendszerszinten pedig kleptokráciáról. A hivatalszerű visszaéléseket az ügyészség feladata kivizsgálni és független bíróság elé tárni.